# Kepler-440 b
Kepler-440 b est une planète extrasolaire (exoplanète) confirmée en orbite autour de l'étoile Kepler-440.

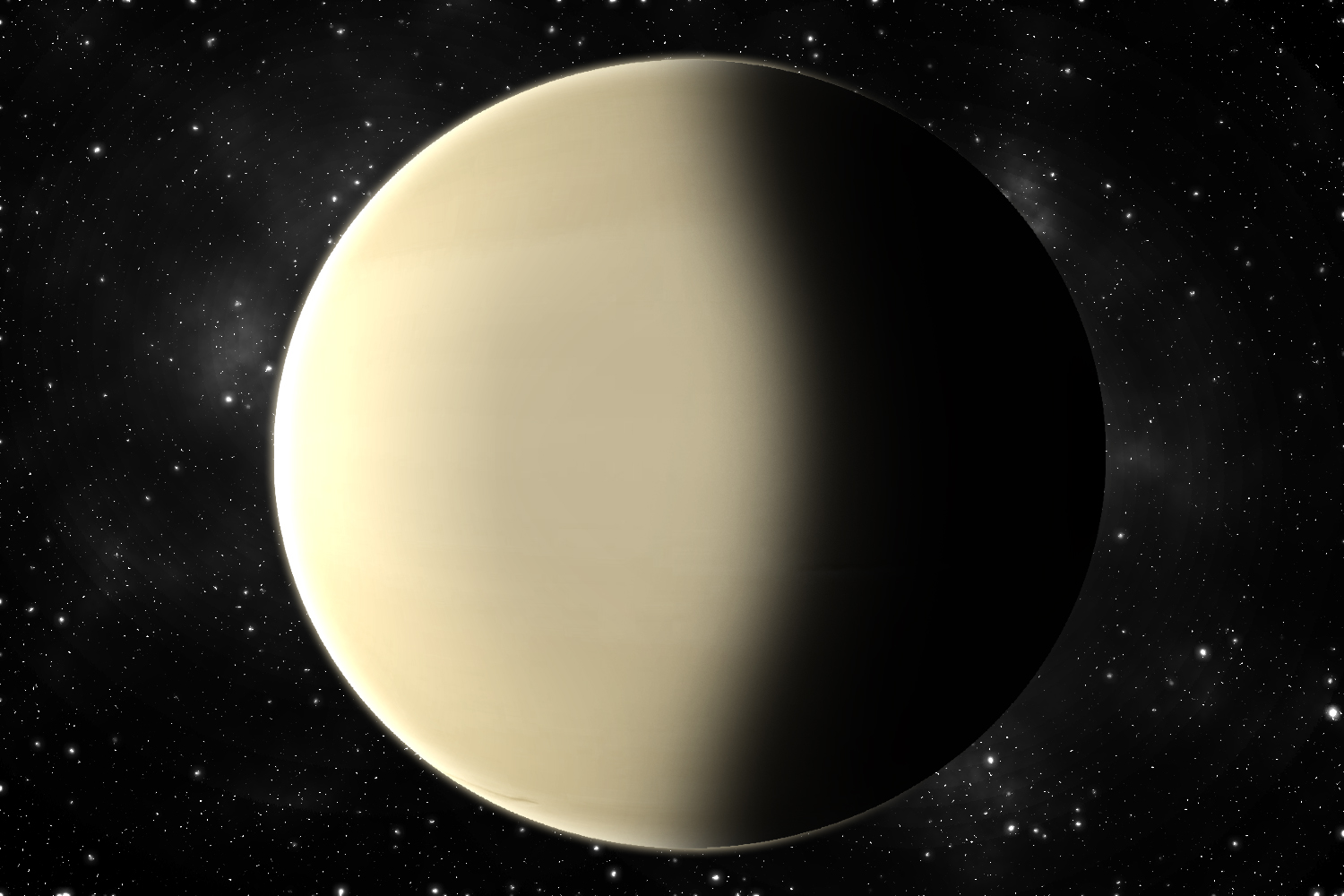
Impression artistique de Kepler-440b

Détectée par le télescope spatial Kepler, sa découverte, par la méthode des transits, a été confirmée en 2015.